# Vidaurreta
Vidaurreta (oficialmente en euskera: Bidaurreta) es un municipio español de la Comunidad Foral de Navarra, situado en la Merindad de Pamplona, en la Cuenca de Pamplona y a 19,5 km de la capital de la comunidad, Pamplona. Su población en 2024 fue de 170 habitantes (INE).

## Símbolos

### Escudo
El escudo de armas del lugar de Vidaurreta tiene el siguiente blasón:

Trae de oro y dos perros corriendo puesto en pal, cortado de azur y un árbol en su color natural. A ambos lados del tronco dos flores de lis de oro. Por timbre un yelmo empenachado.
«Herádica Municipal de la Merindad de Pamplona III» 

## Geografía
La localidad de Vidaurreta está situada en la parte central de la Comunidad Foral de Navarra y en la occidental de la Cuenca de Pamplona a una altitud de 432 msm. Su término municipal tiene una superficie de 5,09 km² y limita al norte con el municipio de Echarri, al oeste con el de Zabalza, al sur con los de Belascoáin y Guirguillano, y al oeste con los de Salinas de Oro y Guesálaz.

## Demografía
Vidaurreta cuenta con una población de 170 habitantes (INE 2024).
| Gráfica de evolución demográfica de Vidaurreta entre 1842 y 2021 |
| |
| Población de derecho según los censos de población del INE Población de hecho según los censos de población del INEEn estos censos se denominaba Vidaurreta: 1842, 1857, 1860, 1877, 1887, 1897, 1900, 1910, 1920, 1930, 1940, 1950, 1960, 1970, 1981 y 1991 |

## Administración y política
Vidaurreta conforma un municipio el cual está gobernado por un ayuntamiento de gestión democrática desde 1979, formado por 5 miembros elegidos en las elecciones municipales según está dispuesto en la Ley Orgánica del Régimen Electoral General. La sede del consistorio está situada en la calle San Julián, 22.
| Mandato   | Nombre del alcalde                  | Partido político |
| --------- | ----------------------------------- | ---------------- |
| 1979-1983 |                                     |                  |
| 1983-1987 |                                     |                  |
| 1987-1991 |                                     |                  |
| 1991-1995 |                                     |                  |
| 1995-1999 |                                     |                  |
| 1999-2003 |                                     |                  |
| 2003-2007 |                                     |                  |
| 2007-2011 | Antonio María Goicoechea Armendáriz | A.E Saigola      |
| 2011-     | Antonio María Goicoechea Armendáriz | A.E Saigola      |

## Patrimonio
- Iglesia parroquial de San Julián: es un edificio construido entre los siglos XIII y XIV y reformado en el siglo XVI que está compuesto por una sola nave con cabecera cuadrada y torre campanario, cubierta con bóveda de cañón que descansa en arcos fajones que parten de unas ménsulas poligonares que están adosadas al muro. Su portada está formada por un arco apuntado con arquivoltas si ornamentos que descansan sobre columnas y en su interior conserva tres retablos renacentistas.[3]